# Raetia
Raetia (soms als Rhaetia geschreven, vanwege de aspiratie van de Griekse letter rho, die in het Latijn meestal werd weggelaten) was een
provincie van het Romeinse Rijk. Het grondgebied van Raetia komt ongeveer overeen met de huidige regio's Graubünden, Vorarlberg, het grootste deel van Tirol en delen van Lombardije. In de Oudheid was de noordgrens de Donau en het gebied Vindelicia (dat later bij Raetia wordt gezet), in het oosten lag Noricum, in het zuiden Gallia Cisalpina (Italië) en in het westen Germania superior en de Agri Decumates.

## Economie
Raetia was (en is) een zeer bergachtige streek en de inwoners hadden geen expansiedriften: ze hielden zich bezig met de veeteelt en het verbouwen van hout, terwijl er maar zeer weinig aan landbouw werd gedaan. Toch waren er enkele vruchtbare valleien, die in het handelssysteem van het Romeinse Rijk rijk werden van de graan- en wijnbouw. Die laatste genoot zelfs van veel appreciatie in Italië en Augustus verkoos de Raetische wijn boven welke andere Italiaanse wijn. Verder werd er veel handel gedreven met de typische producten van een primitieve maatschappij: pek, honing, was en kaas.

## Geschiedenis

### Pre-Romeins
Er is maar weinig bekend over de oorsprong en de geschiedenis van de Raetiërs. De Romeinen beschouwden hen als het sterkste en meest oorlogszuchtige volk van de Alpen, die ondanks hun vredige bezigheden toch nijdig uit de hoek konden komen. Livius (v. 33) vermeldt uitdrukkelijk dat de Raetiërs van een Etruskische oorsprong waren (een stelling die door Barthold Georg Niebuhr en Theodor Mommsen ondersteund wordt). Junianus Justinus (xx. 5) en Plinius de Oudere (Naturalis Historia, iii. 24, 133) spreken over een verhaal dat een deel van de Raetiërs zich in de Povlakte gevestigd had, aan de andere kant van de Alpen dus, omdat ze door de Kelten werden verdreven. Dit bevestigt de stelling van Niebuhr en Mommsen alleen maar.
De naam Raetia en Raetiër(s) komen volgens de legende van hun grote leider Raetus. Een meer waarschijnlijke afleiding is van het Keltische woord rait (bergen of bergachtig land).
Ook al was het volk oorspronkelijk verwant met de Etrusken, tegen de tijd dat het land bij de Romeinen bekend werd, was het land al in bezit van de Kelten en was de oorspronkelijke bevolking al vermengd met de Keltische stammen. Daarom kan men, als men over de "latere" (Romeinse) Raetiërs spreekt, aannemen dat het Kelten zijn, hoewel ertussen nog altijd niet-Keltische stammen leefden, zoals de Lepontii en de Euganei.
De Raetiërs worden (per toeval) voor het eerst vermeld door Polybius (xxxiv. 10) en verder niets tot het eind van de republiek. Waarschijnlijk bleef Raetia onafhankelijk tot Tiberius en Nero Claudius Drusus in 15 v.Chr. het gebied bij het rijk toevoegden.

### Romeinse provincie

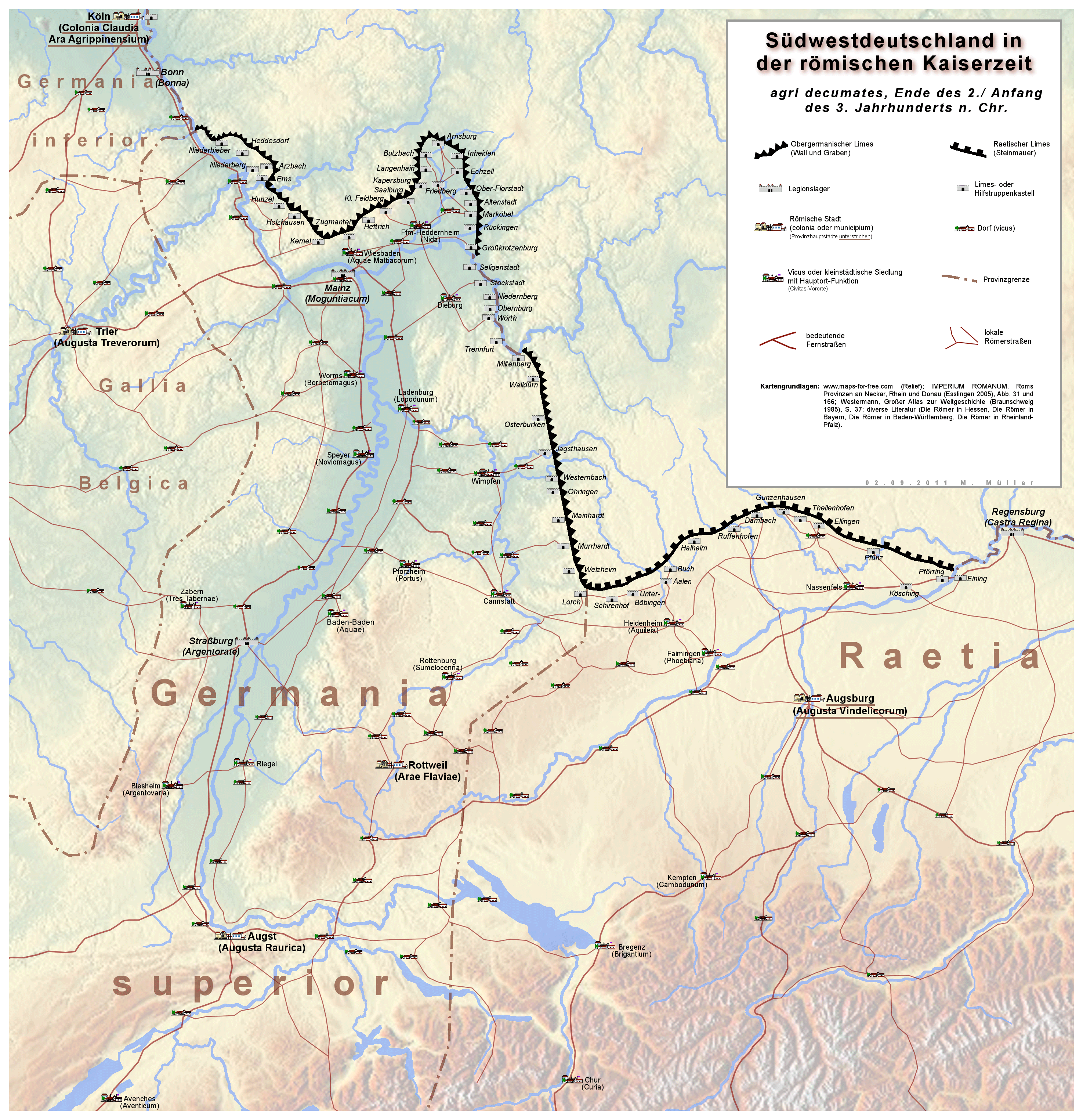
Westelijke Raetia met de Germaanse limes.

Eerst vormde Raetia een eigen provincie, maar naar het einde van de 1ste eeuw n.Chr. werd Vindelicia erbij gevoegd. Dit weet men omdat Tacitus spreekt (in Germania, 41) van Augusta Vindelicorum (Augsburg) als een kolonie van de provincie Raetia. De hele provincie stond eerst onder het bestuur van een militaire prefect, daarna onder een procurator. Het had geen legioenen op haar grondgebied maar vertrouwde op haar inheemse troepen en milities voor de bescherming van het grondgebied.
Tijdens de regering van Marcus Aurelius werd Raetia bestuurd door de commandant van het Legio iii. Italica die op het grondgebied waren. Zij stichtten de stad Castra Regina. Onder Diocletianus was Raetia een deel van het dioces vicarius Italiae en werd de provincie gesplitst in Raetia prima en Raetia secunda (beide nieuwe provincies stonden onder een preses). Raetia prima kwam overeen met het oude Raetia, secunda met Vindelicia, maar de grens tussen de twee is niet bekend. Normaal wordt aangenomen dat ze ten oosten van het lacus Brigantinus (Bodensee) lag en tot aan de Oenus (Inn) liep.
Tijdens de laatste jaren van het West-Romeinse Rijk zat de provincie in een diepe crisis en gaf een verlaten indruk, maar de Ostrogotische bezetting onder leiding van Theodorik (die het gebied onder een dux zette) leidde tot enig economisch herstel.

## Steden
De belangrijkste steden van Raetia (zonder Vindelicia) waren Tridentum (Trente) en Curia (Coire of Chur). De twee steden waren door twee grote Romeinse wegen verbonden. De eerste kwam van Verona en Tridentum langs de Brennerpas (waarin de naam Brenni is overgebleven) tot Oenipons (Innsbruck, letterlijke vertaling van Latijn naar Duits) en vandaar tot Augusta Vindelicorum. De tweede kwam van Brigantium (Bregenz) en ging langs de Bodensee voorbij Chur en Chiavenna tor Como en Milaan.
In de bergketen Rätikon (ä wordt als ee uitgesproken) leeft de naam Raetia nog altijd voort.

## Kaartengalerij

Raetia in ca. 17 n.Chr.
Raetia in ca. 150 n.Chr.
Raetia in 395 n.Chr.
Kolonisatie van de agri decumates ca. 85-160 n.Chr.
Opmars van de Alemannen 3e-5e eeuw

Achaea · Alexandria et Aegyptus · Africa · Alpes Cottiae · Alpes Maritimae · Alpes Poeninae · Arabia Petraea · Armenia Inferior · Asia · Britannia · Cappadocia · Cilicia · Corsica · Creta · Cyprus · Cyrenaica · Dacia · Dalmatia · Epirus · Galatia · Gallia (Aquitania · Belgica · Lugdunensis · Narbonensis) · Germania (Inferior · Superior) · Hispania (Baetica · Lusitania · Tarraconensis) · Italia · Iudaea · Lycaeonia · Lycia · Macedonia · Mauretania (Caesariensis · Tingitana) · Moesië (Inferior · Superior) · Noricum · Numidia · Pannonia (Inferior · Superior) · Pamphylia · Pisidia · Pontus et Bithynia · Raetia · Sardinia · Sicilia · Syria · Thracia

Tijdelijke bezettingen: Germania (7-9 n.Chr.) · Armenia (114-117 n.Chr.) · Assyria (116-117 n.Chr.) · Mesopotamia (115-117 n.Chr.)